# Commiphora grandifolia
Commiphora grandifolia är en tvåhjärtbladig växtart som beskrevs av Adolf Engler. Commiphora grandifolia ingår i släktet Commiphora och familjen Burseraceae. Inga underarter finns listade i Catalogue of Life.